# West Line
West Line és una població dels Estats Units a l'estat de Missouri. Segons el cens del 2000 tenia 95 habitants.

## Demografia
Segons el cens del 2000, West Line tenia 95 habitants, 35 habitatges, i 28 famílies. La densitat de població era de 305,7 habitants per km².
Dels 35 habitatges en un 20% hi vivien nens de menys de 18 anys, en un 60% hi vivien parelles casades, en un 8,6% dones solteres, i en un 20% no eren unitats familiars. En el 20% dels habitatges hi vivien persones soles el 8,6% de les quals corresponia a persones de 65 anys o més que vivien soles. El nombre mitjà de persones vivint en cada habitatge era de 2,71 i el nombre mitjà de persones que vivien en cada família era de 3.
Per edats la població es repartia de la següent manera: un 22,1% tenia menys de 18 anys, un 9,5% entre 18 i 24, un 33,7% entre 25 i 44, un 18,9% de 45 a 60 i un 15,8% 65 anys o més.
L'edat mediana era de 34 anys. Per cada 100 dones de 18 o més anys hi havia 117,6 homes.
La renda mediana per habitatge era de 46.250 $ i la renda mediana per família de 50.833 $. Els homes tenien una renda mediana de 33.750 $ mentre que les dones 20.625 $. La renda per capita de la població era de 24.831 $. Cap de les famílies i el 6,3% de la població estaven per davall del llindar de pobresa.

## Poblacions més properes
El següent diagrama mostra les poblacions més properes.